# Allodynerus delphinalis
Allodynerus delphinalis ist eine Art aus der Ordnung der Hautflügler (Hymenoptera) innerhalb der Solitären Faltenwespen (Eumeninae). 

## Merkmale
Die Wespen erreichen eine Körperlänge von 10 bis 12,5 Millimetern (Weibchen) bzw. 9 bis 10,5 Millimetern (Männchen). Ihr Körper ist gelb-schwarz gefärbt. Die ersten Glieder der Fühler sind auf der Unterseite bräunlich. Die Thoraxbehaarung ist am Rücken weich und wellig, im Unterschied zu Allodynerus floricola, deren Behaarung bürstenartig ausgebildet ist. 

## Vorkommen
Die Art kommt von Südeuropa bis Südschweden vor. Sie besiedelt temperaturbegünstigtere halboffene Lebensräume, toleriert jedoch auch einen gewissen Grad an Feuchtigkeit. Die Tiere fliegen von Anfang Juni bis Ende September. Sie sind in Mitteleuropa selten.

## Lebensweise
Allodynerus delphinalis legt ihre Nester meist in den Stängeln von Brombeeren an. Die Brut wird mit Raupen kleinerer Schmetterlinge versorgt. Imagines fliegen nur selten Blüten an.